# Ligne du muscle soléaire
La ligne du muscle soléaire (ou ligne oblique du tibia ou crête du soléaire) est une crête rugueuse située sur le tiers supérieur de la face postérieure du tibia.
Elle part depuis la partie postérieure de la facette articulaire fibulaire du tibia. Elle prend une direction oblique de haut en bas et de dehors en dedans et se termine au niveau de la jonction entre les tiers supérieur et moyen du bord médial du tibia.
Elle marque la limite inférieure de l'insertion tibiale du muscle poplité et la zone d'insertion de son aponévrose
C'est la zone d'origine de quelques fibres des muscles soléaire, fléchisseur commun des orteils et tibial postérieur.

## Développement
La lignée du muscle soléaire devient plus marquée entre l'enfance et l'âge adulte. Il est rarement observé chez les enfants âgés de 6 à 8 ans.